# 徳島県道217号田野勢合線
徳島県道217号田野勢合線（とくしまけんどう217ごう たのせいごうせん）は、徳島県小松島市を通る一般県道である。

## 概要
小松島市田野町から小松島市赤石町に至る。全線で1.5車線程度の道幅である。小松島市田野町内を最初は南北に、その後東西方向に進む。終点近くに田野町勢合の集落があり、路線名のひとつとなっている。普通車であれば容易に離合できる道幅は全線にわたって確保されている。

### 路線データ
- 起点：徳島県小松島市田野町（徳島県道136号宮倉徳島線交点）
- 終点：徳島県小松島市赤石町（徳島県道120号徳島小松島線交点）
- 総延長：2.04 km[1]

## 歴史
- 1959年（昭和34年）1月31日 - 徳島県道151号田野勢合線として認定（それまでの赤石港田野線を変更）。
- 1972年（昭和47年）3月10日 - 現在の徳島県道217号として再認定。

## 路線状況

### 道路施設

#### 橋梁
- はやり橋（天王谷川、小松島市）

## 地理

### 通過する自治体
- 徳島県
  - 小松島市

### 交差する道路
| 交差する道路              | 交差する場所 | 交差する場所 |
| ------------------------- | ------------ | ------------ |
| 徳島県道136号宮倉徳島線   | 田野町       | 起点         |
| 国道55号 国道195号 重複   | 田野町       |              |
| 徳島県道120号徳島小松島線 | 赤石町       | 終点         |

### 交差する鉄道
- 牟岐線

### 沿線
- JR四国牟岐線 阿波赤石駅（終点付近）

## ギャラリー

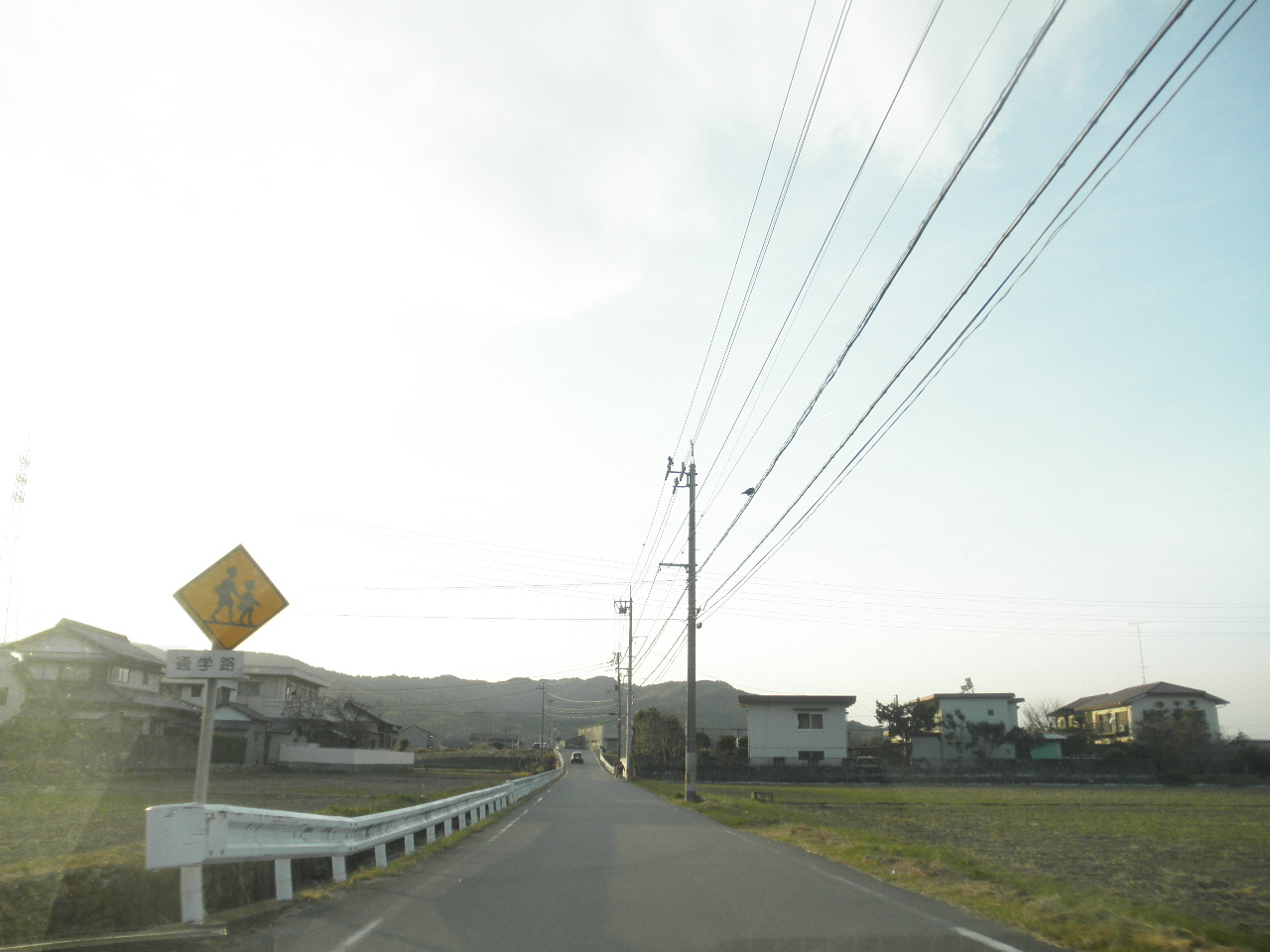
小松島市田野町字高田
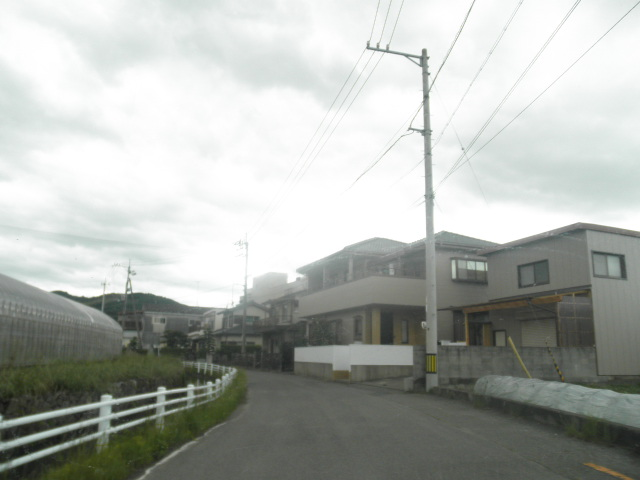
小松島市田野町字本村
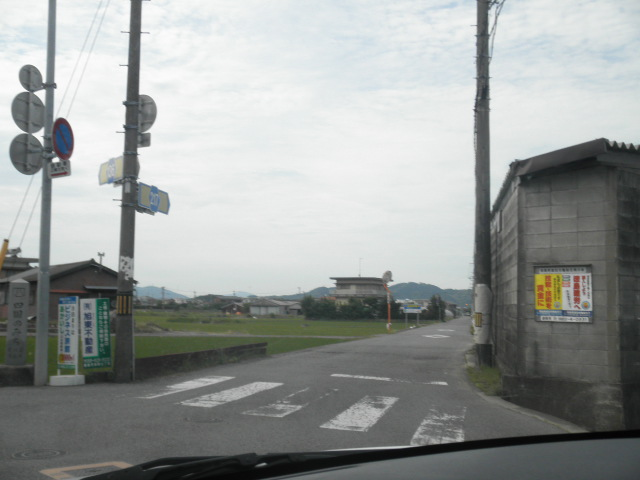
小松島市田野町字宮ノ下